# Émile Michelet
Pour les articles homonymes, voir Michelet.
Camille Émile Gaston Michelet, dit Émile Michelet, né le 16 juillet 1867 à Paris 10e et mort le 27 avril 1935 à Sartrouville,  est un skipper français. 

## Carrière
Émile Michelet, avec son frère Félix, participe aux courses de voile des Jeux olympiques d'été de 1900. À bord du Turquoise, il remporte la médaille de bronze en course toutes catégories et termine quatrième de la course de classe 3-10 tonneaux. 
Avec l'équipage du Scamasaxe dont il dessine les plans avec son frère, cet ingénieur des Arts et Métiers remporte la médaille de bronze olympique dans la première course de classe ½-1 tonneau. Dans la deuxième course, le Scamasaxe termine deuxième, mais cette épreuve n'est pas reconnue par le Comité international olympique.